# アシイ

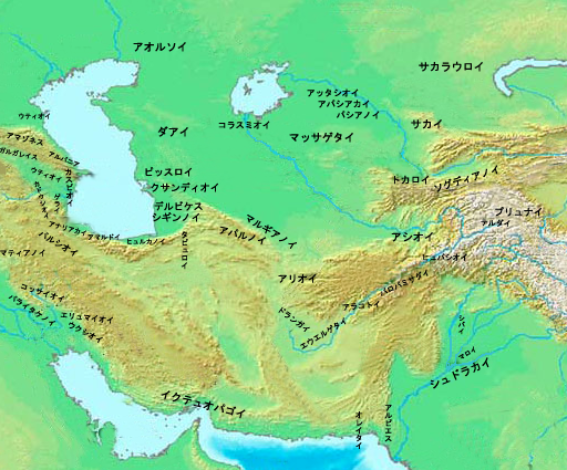
紀元前1世紀頃のアシイ（アシオイ）の位置。

アシイ（Asii）、あるいは、アシアニ（Asiani）、アシオイ（Asioi、ギリシャ語： Ασιοι）とは、古代の遊牧民。ローマ人、ギリシャ人によって、約紀元前140年頃のグレコ・バクトリア王国崩壊を招いたと記録される。しばしば、スキタイに分類される。

## 歴史資料
アシイに関連する資料は非常に限られている。主に、トログス、ストラボンなどの歴史家による資料が残っている。

### トログス
トログスの『ピリッポス史（Historiae Philppicae）』序言において「バクトリア史」に関する言及の中で、スキタイのアシアニ族（Asiani）、サカラウカェ族（Sacaraucae）が、グレコ・バクトリア王国およびソグド人を占領した、と述べられている。
また、同序言における「スキュティア史」に関する言及の中では、トカロイ族（Tacharoi）の王が「アシア人（Asian）」であるとし、サカラウカェ族の滅亡について述べられている。
なお、トログスによってラテン語で著された『ピリッポス史』は、完全な形で残っているのは序言のみで、多くは、ユスティヌスによる抄録の形で残るが、抄録中には以上に挙げた事柄について詳細な言及はない。

### ストラボン
ストラボンによってギリシャ語で著された『地理誌（Geography）』においては、ヤクサルテス川対岸より侵攻した遊牧民、アシオイ（Asioi）、パシアノイ（Pasianoi）、トカロイ（Tacharoi）、サカラウロイ（Sakarauloi）がギリシャ人からバクトリア地方を奪った、と記される。

## アシイの起源に関した学説
アシイの起源、関連性、言語、文化などについては、歴史学を初めとする分野から多くの学説が提出されているものの、共通見解を得るにはまだ遠いと言わざるを得ない。
トログスの「アシアニ（Asiani）」とストラボンの「アシオイ（Asioi）」が同一であることは一般的にも受け入れられており、
ストラボンにおいて追加されている「パシアノイ（Pasianoi）」については異論の余地が残されている。

### イッセドネス
アシイとは、ヘロドトスの言うイッセドネスのことであるという説である。

余太山は、アシイをイリ川とチュイ川の間に居住し、後にバクトリアとソグディアナを征服した4部族の支配者と考えている。
また、彼は「イッセドン・スキュティア（Issedon Scythia）」と「イッセドン・セリカ（Issedon Serica）」がイッセドネスと同源であるとし、イッセドネスは遅くとも紀元前7世紀の終わり頃までには、イリ川とチュイ川の間へ移動したと考えている。

### 月氏・烏孫
ウィリアム・ウッドソープ・ターンは、アシイとは月氏の構成部族であり、トハラ人もこれに含まれると考えたが、後に、自らのこの説に懐疑的な立場をとるようになった。

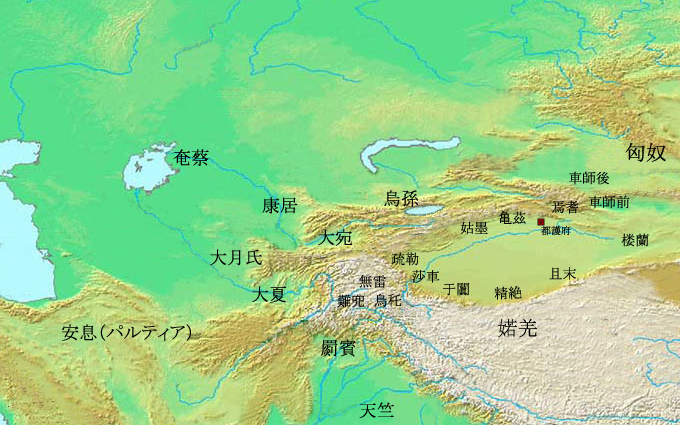
紀元前1世紀の西域諸国

ギリシャ、ローマの記録に残るアシイ、トカリ、および、中国の記録に残る、月氏、烏孫について、これらを相互に関連付ける、いくつかの説がある。

### クシャン
アシイを後のクシャン帝国の中心部族「クシャン族」、あるいは中国資料に記録される大月氏の貴霜翕侯に位置付ける説がある。

## 参考資料
- ポンペイウス・トログス / ユスティヌス抄録『地中海世界史』(合阪學 訳、京都大学学術出版会<西洋古典叢書>、2004年）、ISBN 4-87698-107-8
- ストラボン『ギリシア・ローマ世界地誌 II』（飯尾都人 訳、龍渓書舎、1994年）、ISBN 4-8447-8377-7